# Светлана Бойм
Светлана Бойм (на руски: Светла́на Ю́рьевна Бо́йм) е Курт Хюго Райзингър професор по славистика и сравнително литературознание в Харвардския университет, но също и автор на пиеси, сценарии и романи, както и художествени творби в медийна среда. Хоноруван професор в Училището по дизайн и архитектура към Харвардския университет.

## Биография
Бойм е родена в Ленинград, СССР. Следва испанистика в Педагогическия институт „Херцен“ в родния си град. През 1981 г. емигрира в САЩ. Магистърска степен получава в Бостънския университет, а докторат защитава в Харвард.
Изследванията на Бойм са фокусирани върху отношенията между утопията и кича, между паметта и модерността, а също и между носталгията и болката от дома. Изследователските ѝ интереси включват най-общо руската литература на ХХ век, културологията, сравнителното литературознание и литературната теория.
Бойм също е член на редакционния съвет на междудисциплинното научно списание „Public Culture“. Носител е на Гугенхаймова стипендия, на наградата „Кабот“ за хуманитаристика и на наградата на Американския съвет на научните дружества (на английски: American Council of Learned Societies). Печели и стипендията на „Жилет“, която се изразява в половингодишен престой в Американската академия в Берлин.
Умира на 56-годишна възраст.

## Избрана библиография
- Death in Quotation Marks: Cultural Myths of the Modern Poet (Смърт в кавички: Културните митове за модерния поет).Harvard University Press, 1991.
- Common Places: Mythologies of Everyday Life in Russia (Общи места: Митологии на всекидневния живот в Русия).Harvard University Press, 1994.
- The Future of Nostalgia (Бъдещето на носталгията). Basic Books, 2001.
- Kosmos: Remembrances of the Future (Космосът: Спомени от бъдещето). Фотографии на Адам Бартош, текст на Светлана Бойм. Princeton Architectural Press, 2001.
- Ninotchka: A Novel (Ниночка: Роман). SUNY Press, 2003.
- Another Freedom: The Alternative History of an Idea (Другата свобода: Алтернативната история на една идея). University of Chicago Press, 2010.